# Dismodicus
Dismodicus es un género de arañas araneomorfas de la familia Linyphiidae. Se encuentra en la zona holártica.

## Lista de especies
Según The World Spider Catalog 12.0:
- Dismodicus alticeps Chamberlin & Ivie, 1947
- Dismodicus bifrons (Blackwall, 1841)
- Dismodicus decemoculatus (Emerton, 1882)
- Dismodicus elevatus (C. L. Koch, 1838)
- Dismodicus fungiceps Denis, 1944
- Dismodicus modicus Chamberlin & Ivie, 1947